# Gårdeby kyrka
Gårdeby kyrka är en kyrkobyggnad belägen i Söderköpings kommun, Östergötland. Kyrkan tillhör Östra Ryds pastorat i Linköpings stift och Svenska kyrkan.

## Kyrkobyggnaden
Kyrkan uppfördes på 1200-talet, och sedan medeltiden har det inte gjorts några större ombyggnader utan den romanska stilen har behållits intakt. En sakristia norr om koret uppfördes troligen på senmedeltiden. 1841 sattes södra portalen igen och samtidigt togs nuvarande portal i väster upp.

## Inventarier
- En åttakantig dopfunt av ekträ med svartfärgade partier är tillverkad och skänkt 1664 av kapten Petter Arendt på Össby.
- Predikstolen köptes in 1839 från Skärkinds kyrka dit den skänktes i slutet av 1600-talet.
- Altartavlan är utförd 1841 av Per Berggren och har motivet "Kristus i Getsemane".

### Orgel
- 1887 bygger Carl Elfström, Ljungby, en orgel med 7 stämmor.
- 1956 bygger Åkerman & Lund, Knivsta, en pneumatisk orgel bakom 1887 års fasad. Orgeln har en fri kombination.

| Manual I     | Manual II    | Pedal        | Koppel    |
| Gedackt 8’   | Rörflöjt 8’  | Subbas 16’   | I/P       |
| Principal 4’ | Nachthorn 4’ | Principal 4’ | II/P      |
| Waldflöjt 2’ | Principal 2’ |              | II/I      |
| Scharf II    | Cymbel II    |              | II 4'/I   |
|              | Krumhorn 8'  |              | II 16'/I  |
|              | Tremulant    |              | II 16'/II |

## Bilder

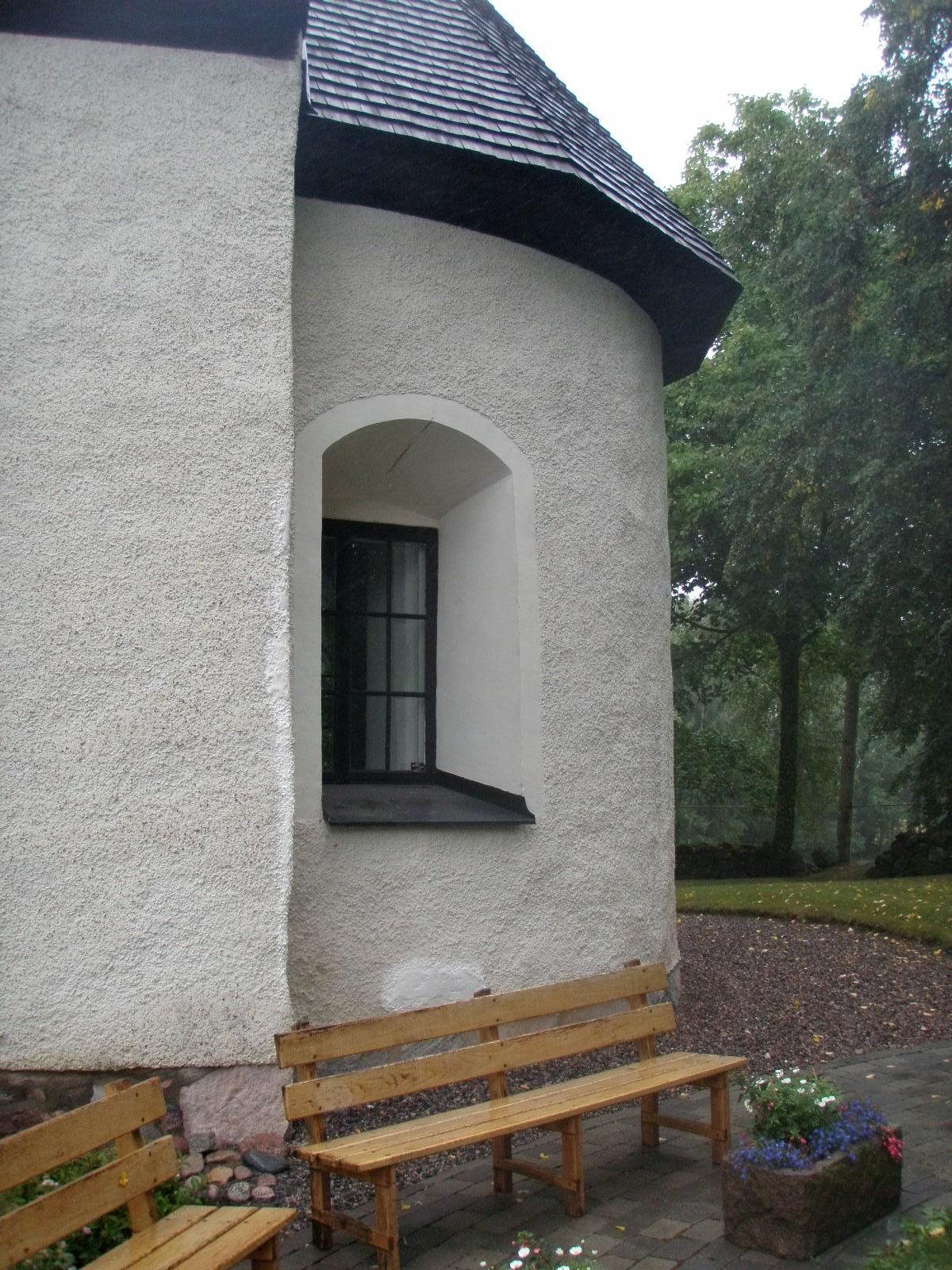
Absid.
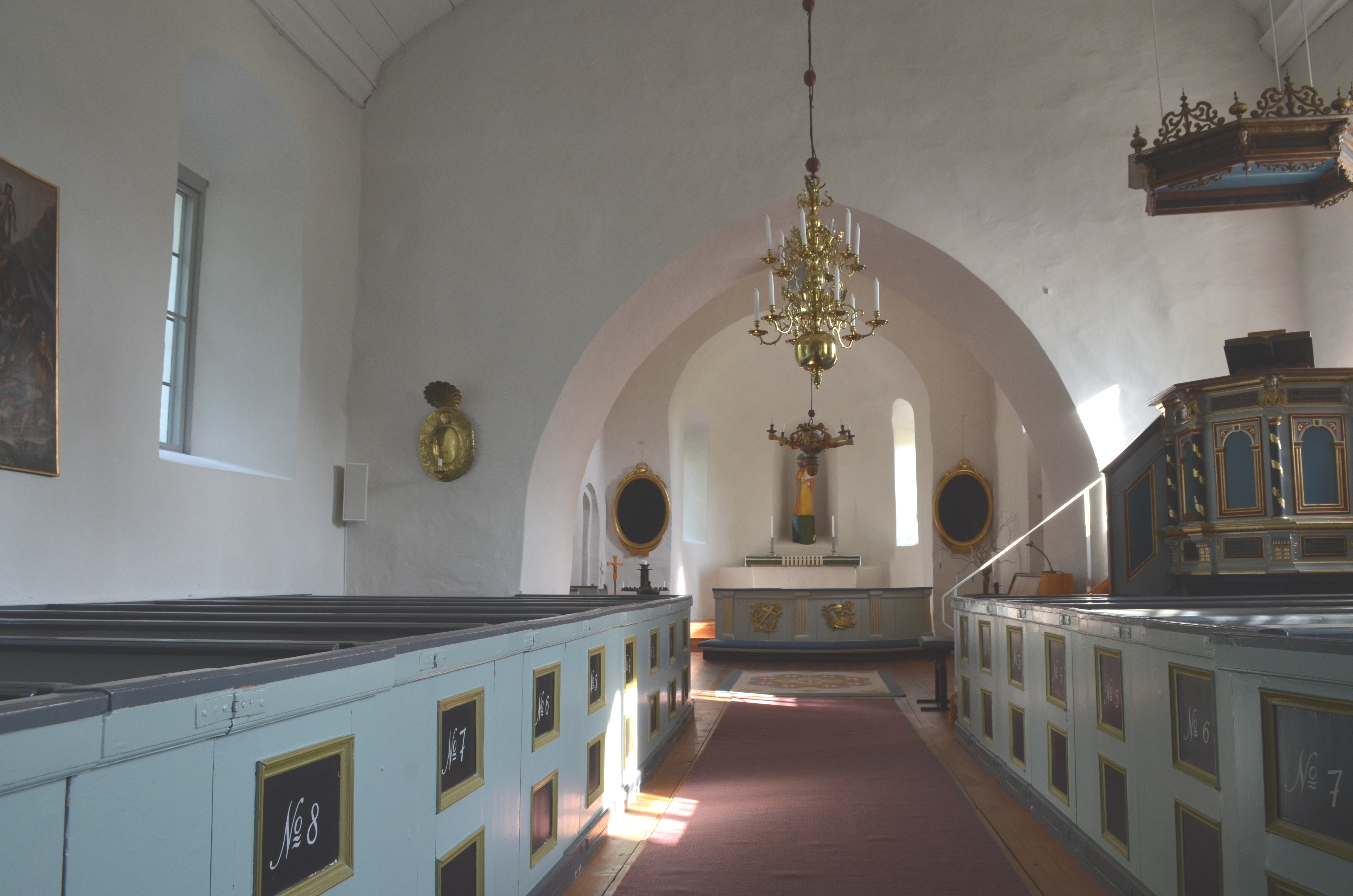
Kyrkans interiör mot koret.
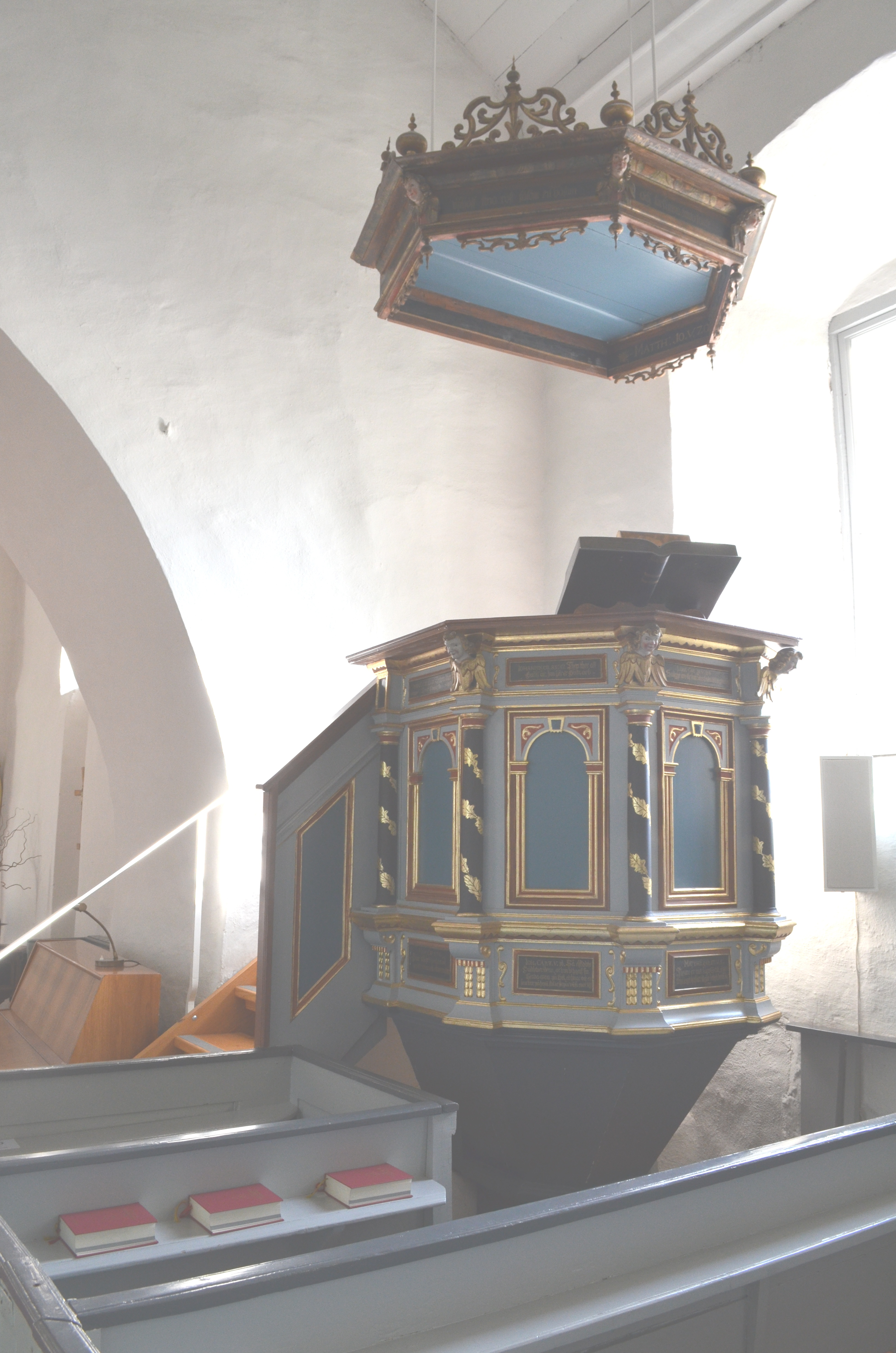
Predikstolen.
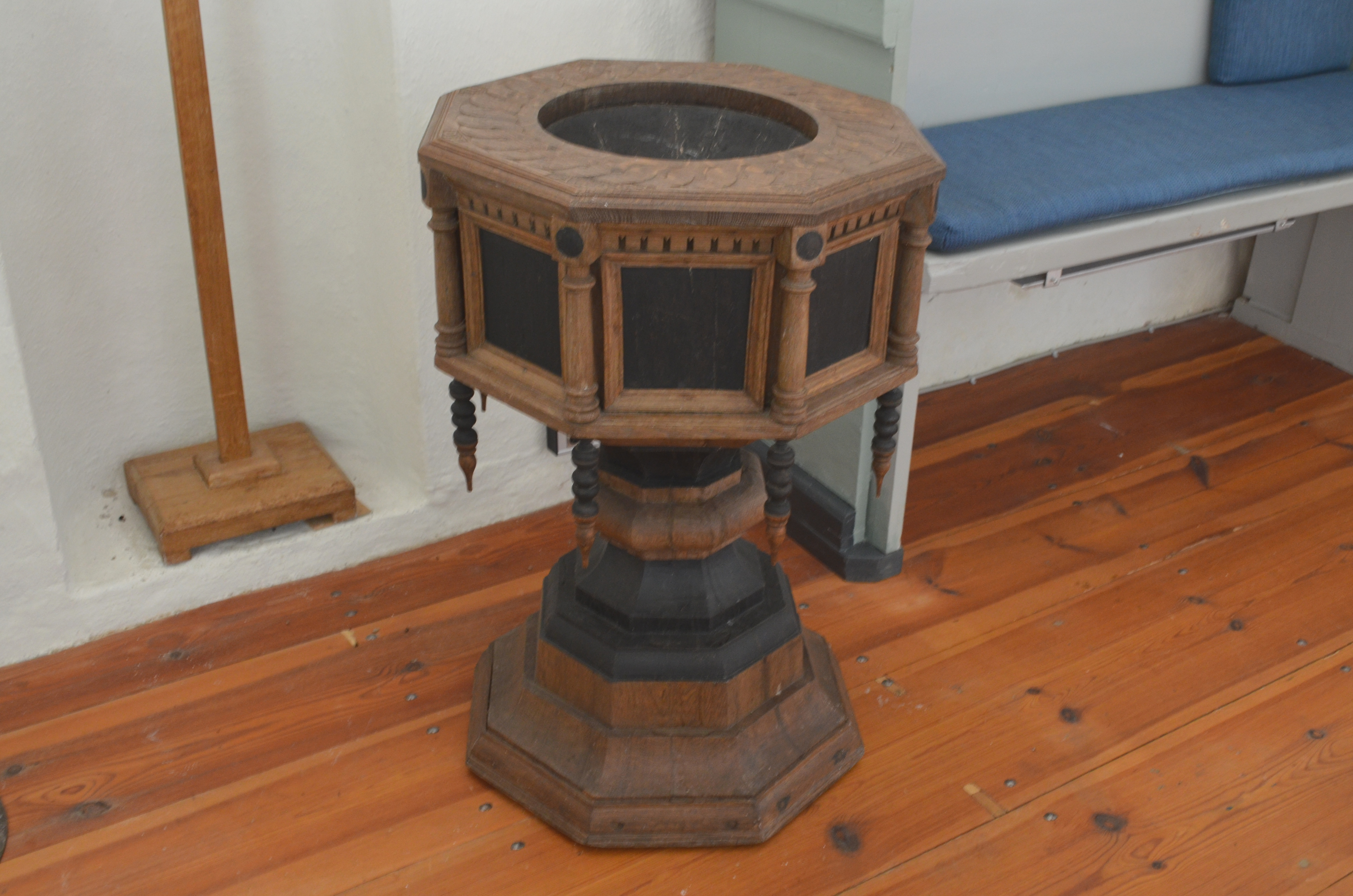
Dopfunten.
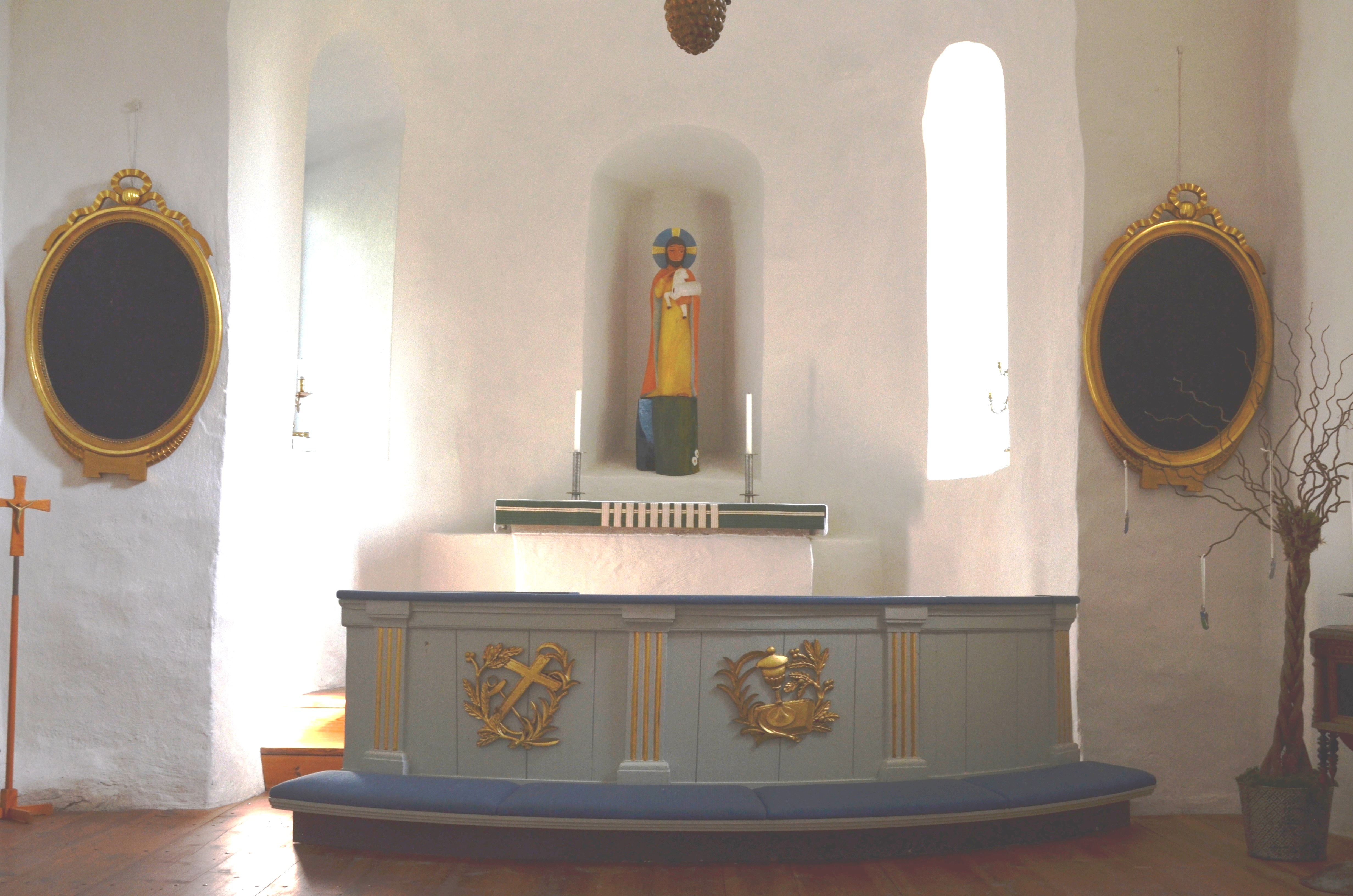
Altarskranken och Altaret.
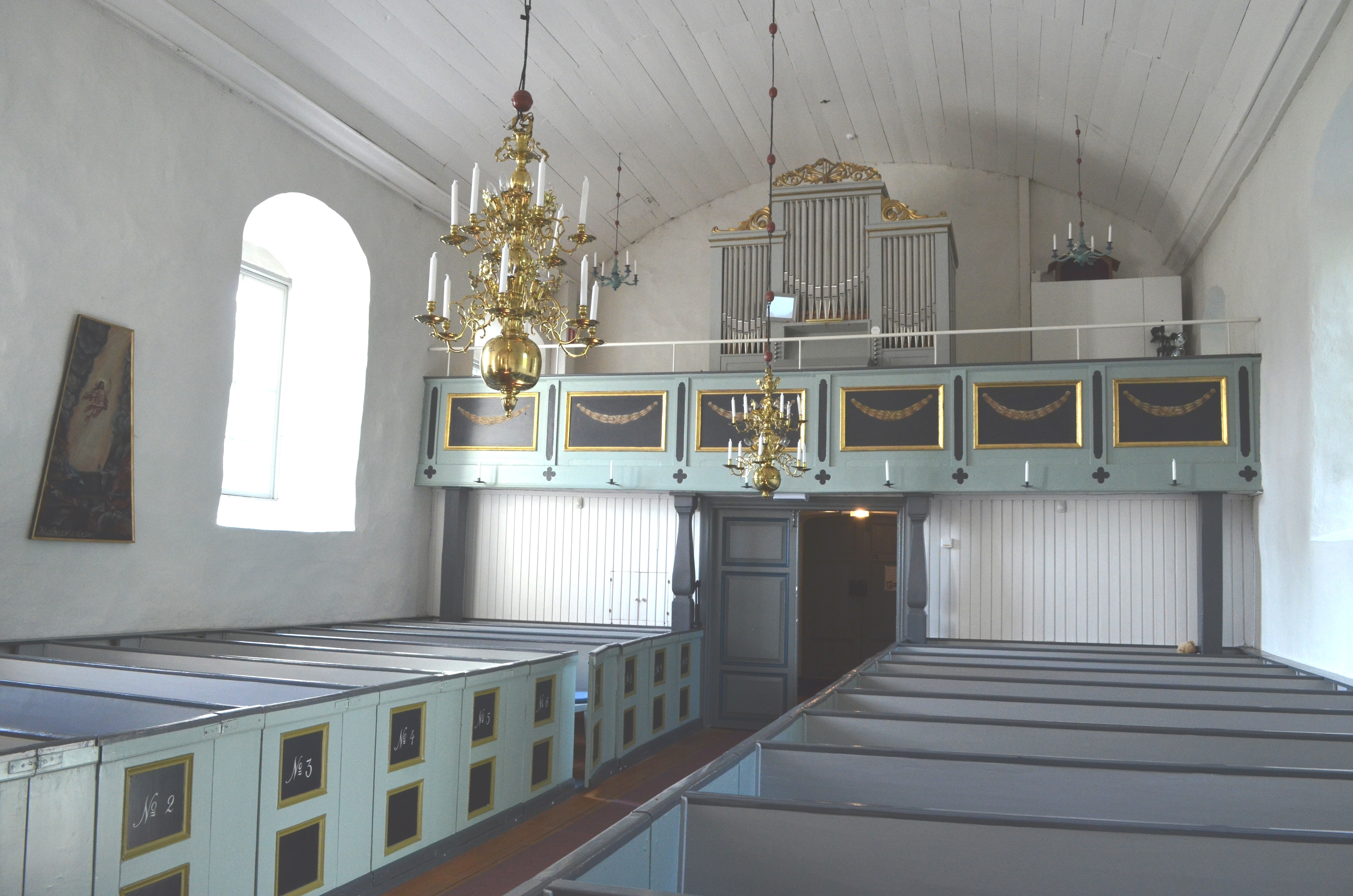
Orgelläktaren.
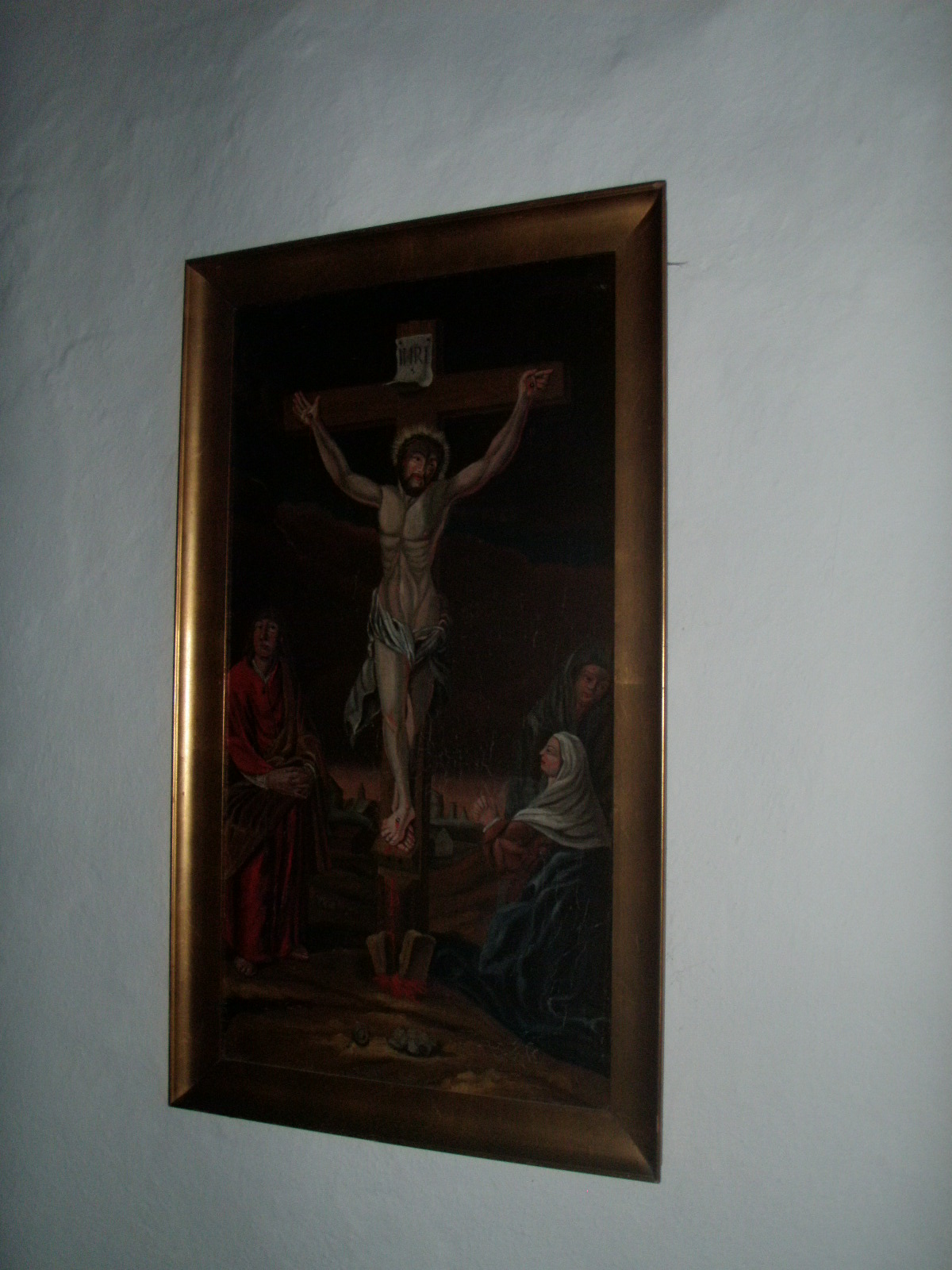
Tavla föreställande Jesu korsfästelse.